# Hospodářské společenství západoafrických států

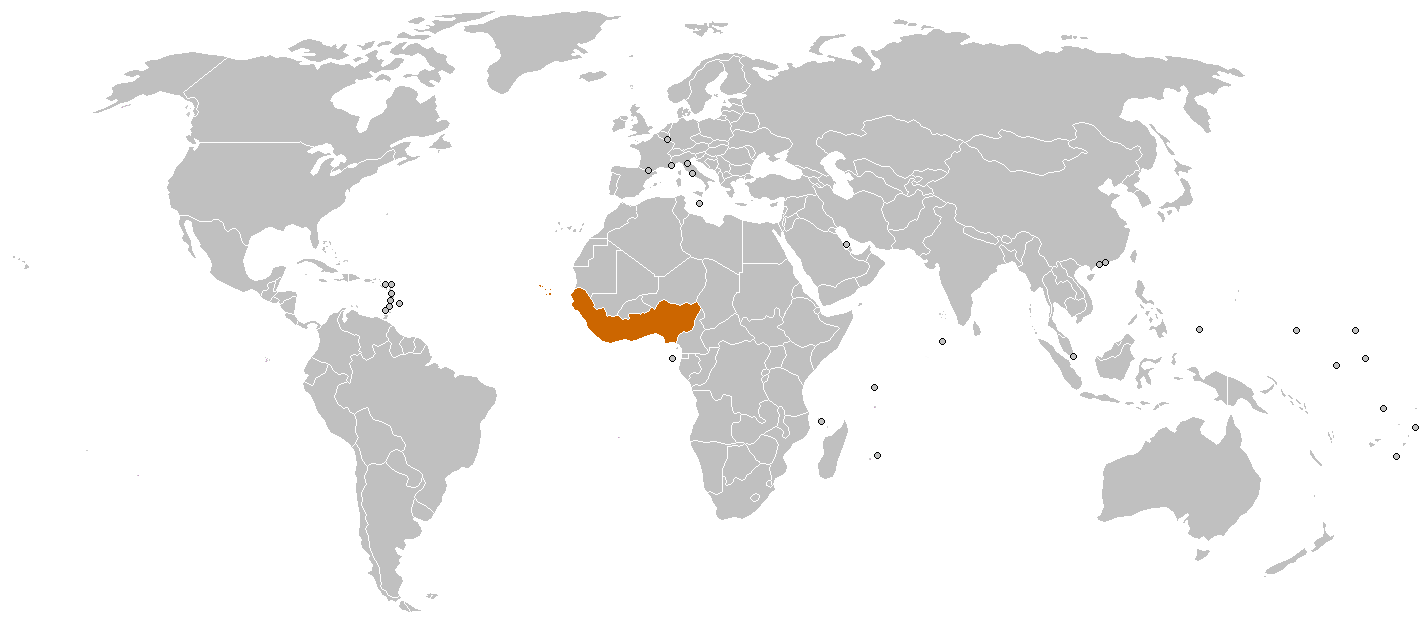
Umístění ECOWASU na mapě světa

Hospodářské společenství západoafrických států (zkratka ECOWAS / CEDEAO, anglicky Economic Community of West African States / francouzsky Communauté Économique des États de l'Afrique de l'Ouest) je regionální hospodářská a politická organizace, která byla založena v roce 1975.
Organizace má podporovat nejen hospodářskou integraci v oblastech ekonomických aktivit (hlavně v průmyslu, dopravě, telekomunikaci, energetice, zemědělství, využívání přírodních zdrojů, obchodu, peněžní a finanční otázky), ale také sociální, kulturní a politickou spolupráci členských států. V současnosti organizaci tvoří 12 členů: Benin, Gambie, Ghana, Guinea-Bissau, Kapverdy, Libérie, Mauritánie, Nigérie, Pobřeží slonoviny, Senegal, Sierra Leone, Togo. Mauritánie sice v roce 2000 vystoupila, ale v srpnu 2017 podepsala novou dohodu o přidruženém členství. Naopak Guineji bylo pozastaveno členství v reakci na události v prosinci 2008, kdy po smrti prezidenta se dostala k moci vojenská junta CNDD (Národní koncil pro demokracii a rozvoj). 
Dne 28. ledna 2024 oznámily vystoupení z ECOWAS s okamžitou platností Mali, Burkina Faso a Niger. Informaci oznámily v nigerské státní televizi vojenské junty vládnoucí ve všech třech státech, když podle jejich vyjádření organizace selhala v boji proti terorismu. Všem třem státům bylo ale členství pozastaveno už dříve, když v nich došlo k vojenským převratům.
Oficiálními komunikačními jazyky jsou angličtina, francouzština a portugalština.

## Instituce ECOWAS
Institucemi ECOWAS jsou Komise, Parlament společenství, Soudní dvůr společenství, Banka pro investice a rozvoj. 
- Komise ECOWAS vznikla z bývalého Sekretariátu ECOWAS, kdy byl navýšen počet úředníků na řídících postech. Komise je tvořena prezidentem, viceprezidentem a 7 komisaři. Jednotliví komisaři se starají o jednotlivé sektory agendy komise: Administrativa a finance; Zemědělství, životní prostředí a vodní zdroje; Lidský rozvoj a pohlaví; Infrastruktura; Makroekonomická politika; Politické záležitosti, mír a obrana; Obchod, cla a volný pohyb. Reorganizace mimo jiné přinesla nový zákonný režim, kdy jsou jednotlivá rozhodnutí Komise přímo aplikovatelná v členských státech vládními institucemi. Protokoly a konvence Komise tak již nemusí procházet zdlouhavým schvalováním národních parlamentů. Rozhodnutí Rady ministrů byla použitelná pouze pro instituce ECOWAS, nově Rada mistrů vydává předpisy a směrnice, které vytvářejí rozhodnutí a doporučení, která jsou vymahatelná v členských zemích. Také Komise přijímá nařízení od Rady ministrů.

- Parlament ECOWAS sídlí ve městě Abuja v Nigérii. Obvykle má každá země 5 až 8 zástupců, ale výjimku tvoří Nigérie se 34 zástupci (údaje k roku 2002). Parlament má poradní funkci ve veškerých oblastech činnosti ECOWAS pro ostatní instituce organizace.

- Soudní dvůr společenství ECOWAS vznikl podpisem protokolu o založení v roce 1991, ale svou práci zahájil soudní dvůr až v roce 1996, kdy vstoupil protokol v platnost. Soudní dvůr rozhoduje hlavně o sporech mezi členskými státy a poskytuje doporučení v právních otázkách.

- ECOWAS Banka pro investice a rozvoj (EBID) podporuje finančně (jednotlivé sektory) výstavbu a modernizaci veškeré infrastruktury, rozvoj venkova (zemědělství) a životního prostředí (např. zavlažování, manipulace s vodou), zkvalitnění vzdělávání, modernizaci průmyslu a rozvoj služeb. O podporu z EBID mohou požádat členské státy ECOWAS nebo jejich agentury; veřejné i privátní společnosti; právnické osoby z členských zemí ECOWAS nebo ze zahraničí, které chtějí investovat v zemích ECOWAS v podporovaných sektorech. Úvěry jsou poskytovány v měně Units Account (UA), při lokálních investicích mohou být v místní měně. Minimální množství úvěru je 1 milión UA a maximální množství 10 miliónů u národních projektů a až 15 UA u regionálních projektů. U veřejných projektů jsou úrokové sazby 1,5 až 4 %, zatímco u projektů ze soukromého sektoru kolísají sazby mezi 6,5 až 12 %. Výše úroků závisí na situaci na trhu. Půjčky jsou poskytovány krátkodobě (0–2 roky), střednědobě (2–7 let) a dlouhodobě (7 a více let).

## Speciální agendy ECOWAS
- Západoafrická zdravotnická organizace (The West African Health Organisation, WAHO) byla založena roku 1987 za účelem zvýšení standardu ochrany zdraví pomocí harmonizace politiky členských států, spolupráce a strategickými plány boje s problémy zdravotnictví. Strategický plán na roky 2003–2007 měl 9 hlavních bodů: 1. HIV/AIDS/STI/TB, 2. Malárie, 3. Prevence slepoty, 4. Přežití dětí, 5. Výživa, 6. Drogy a vakcíny, 7. Trénink, 8. Kontrola epidemií, 9. Základní rozvojové prvky.

- Západoafrická měnová agentura (The West African Monetary Agency, WAMA) vznikla v roce 1996 jako náhrada za Západoafrickou zúčtovací banku (WACH). Své sídlo má ve Freetownu. Obstarává agendu podpory a povzbuzení trhu určováním kurzu měny v meziregionálním obchodě, zavádí politiku a programy peněžní a hospodářské integrace. Agentura také zajišťuje organizaci jednotné peněžní zóny v Západní Africe.

- Západoafrický měnový institut (WAMI) bude založen[kdy?] pro vykonávání funkcí, které povedou k vytvoření Centrální banky (WACB) s jednotnou měnou pro ekonomický blahobyt Západní Afriky. Členové WAMI budou zástupci centrálních bank členských zemí ECOWAS.

- ECOWAS Centrum rozvoje rovných příležitostí mužů a žen (ECOWAS Center Gender Development (ECGD)) bylo vytvořeno roku 2003. Má dvě složky: Exekutivní sekretariát v Abuji a Centrum rozvoje rovných příležitostí v Dakaru, které nahrazuje Západoafrickou ženskou asociaci (WAWA). Centrum vytváří strategie a programy zajišťující rovný přístup k oběma pohlavím, zejména podporou žen (vzdělávání, podpora podnikání žen, aj.).

- Koordinační oddělení vodních zdrojů (Water Ressources Coordination Unit, WRCU) založené v roce 1998 reflektuje potřeby šetrného nakládání s vodními zdroji (kvalita vody, zavlažování, vysychání studní, aj.), podle doporučení Summitu Země OSN v Rio de Janeiru.

- ECOWAS Hnědá karta (Brown card), nejedná se o agenturu, ale systém hrazení škod při autohaváriích. Za držitele hnědé karty vyřizuje vydávající orgán nehodu s dopravním úřadem v dané zemi. Bez čekání bude požadováno nahrazení škody dle pojištění viníka nehody.

- Západoafrický energetický svaz (West Africa Power Pool, WAPP) je organizací založenou roku 2006 za účelem vytvoření společného trhu s elektřinou a intenzívnější příhraniční obchod s elektrickou energií, který bude zaručovat dlouhodobě stabilní dodávky proudu pro občany ECOWAS. Organizace se snaží minimalizovat operační ceny sítí, sjednotit standardy a normy, koordinovat investice do rozvoje sítí a vytvořit podmínky pro financování výroby.

- Mezivládní akční skupina proti praní špinavých peněz v Západní Africe (The Inter-Governmental Action Group against Money Laundering in West Africa, GIABA) byla založena 1999 pro ochranu členských států ECOWAS jako ochrana ekonomik a finančních systémů před praním špinavých peněz a finančnímu terorismu. Například implementací zásad boje proti výše uvedeným do bankovních systémů členských států ECOWAS, které respektují místní podmínky a zvláštnosti daného státu, ale ve shodě s přijatými mezinárodními normami.

- Západoafrický regionální program (The West African Regional Programme, PRSAO) byl iniciován Evropskou komisí a ECOWAS za účelem upevnění integrace v regionu ECOWAS usnadněním volného pohybu obyvatelstva, zboží, služeb a technologií. Program také přispívá ke zlepšení zdravotnictví pomocí harmonizace a koordinace zdravotnické politiky v členských zemích v boji proti epidemiím.